# تسل-أم-هارمرزباخ
تسل-أم-هارمرزباخ (بالألمانية: Zell am Harmersbach) هي مدينة وبلدة ألمانية تقع في Ortenaukreis في ألمانيا. يقدر عدد سكانها بـ 7,988 نسمة .

## المدن التوأمة
مدن Tuggen، فراون اشتاين (ارتسغبيرغه) وBaume-les-Dames هي مدن توأمة لتسل-آم-هارمرزباخ.